# Leadville
Leadville est une ville des États-Unis située à 3 000 m d'altitude, à 120 kilomètres à l'ouest de Denver, dans l'État du Colorado. Elle se situe à moins de quatre kilomètres de la source de l'Arkansas. C'est le siège du comté de Lake.

## Caractéristiques
Leadville est l'une des dernières villes minières des États-Unis. Flanqués d'une multitude de vieilles mines et de bâtiments authentiques datant de la ruée vers l'or, les abords de la ville ont des allures de quartier fantôme. La ville compte une cinquantaine de bâtiments remarquables datant de l'époque victorienne (de 1880 à 1905), des boutiques, des restaurants et des musées, et est également réputée pour la Tabor Opera House et le Tabor Grand Hotel. À l'époque de la ruée vers l'or, la ville avait une petite minorité de Juifs provenant d'Allemagne et d'Europe de l'Est. En 2008, la synagogue est restaurée et partiellement transformée en musée racontant la vie des pionniers juifs dans l'Ouest américain.
Selon le recensement de 2010, Leadville compte 2 602 habitants. La municipalité s'étend sur 1,10 milles carrés (2,85 km2).
Après avoir connu différents noms, la ville est renommée Leadville le 14 janvier 1878 par H. A. W. Tabor.
La ville est célèbre pour accueillir l'épreuve d'ultra-trail du Leadville Trail 100 depuis 1983.
La Mineral Belt Trail est un sentier bouclé sur le territoire administratif de Leadville.

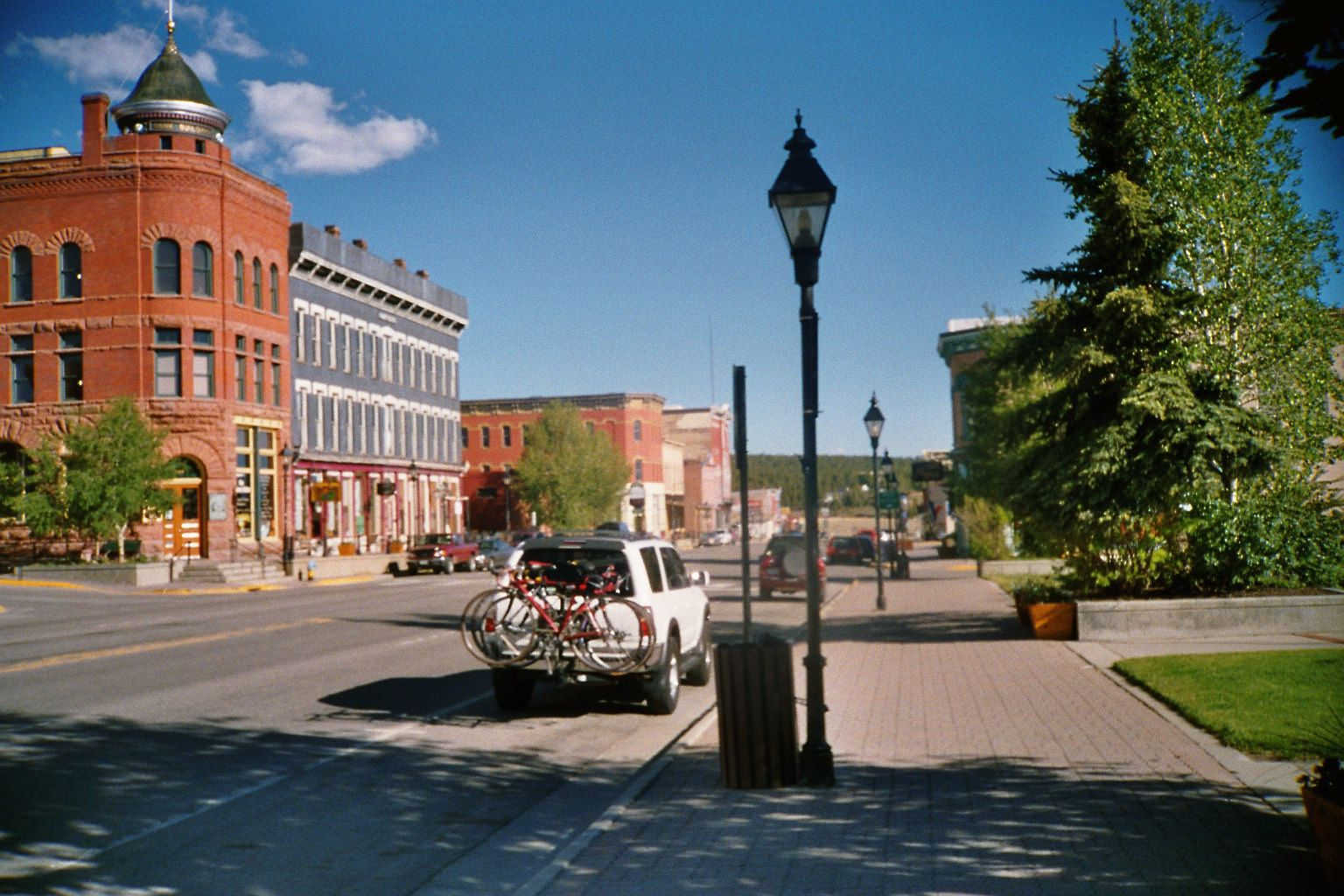
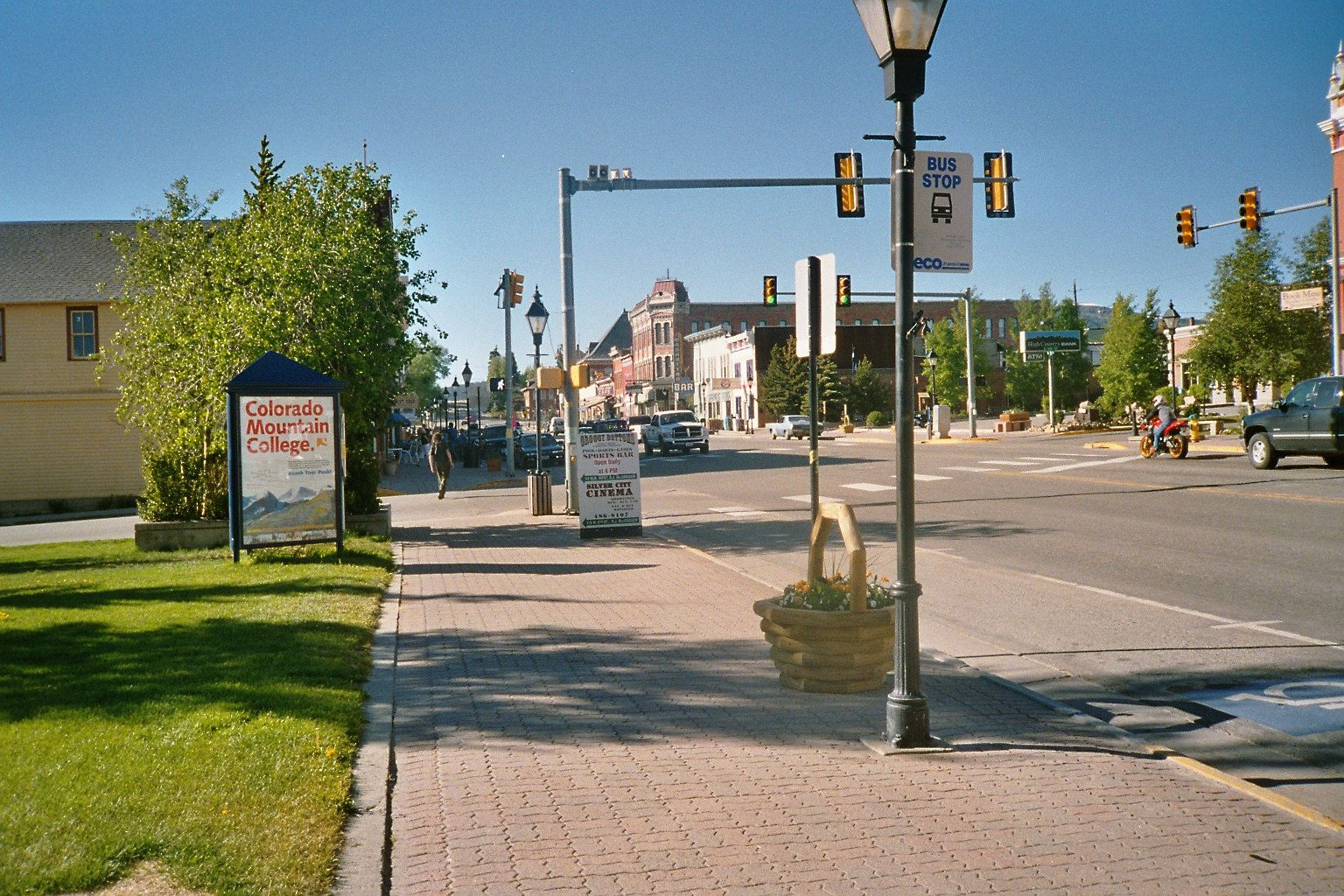
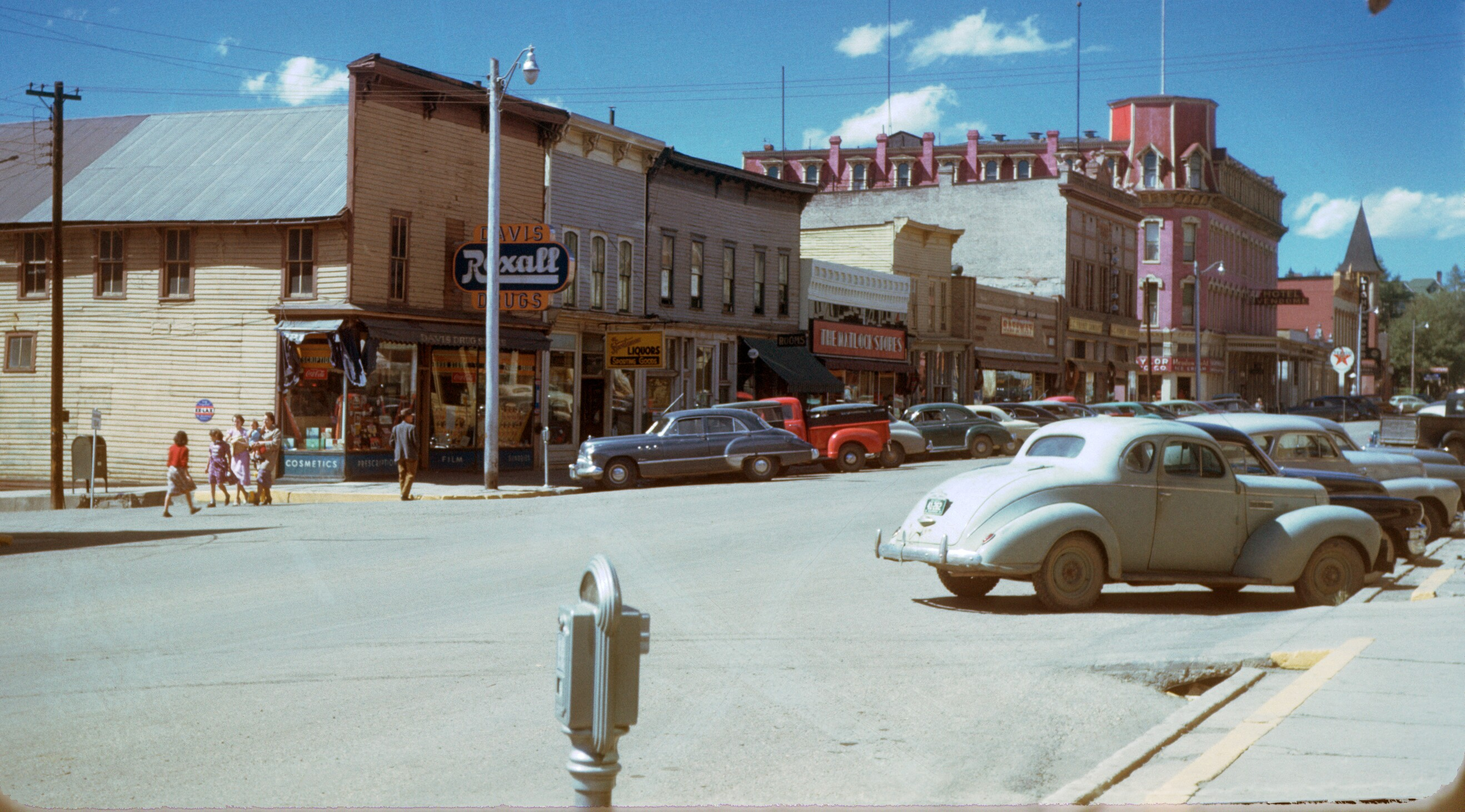

## Démographie
| 1880   | 1890   | 1900   | 1910  | 1920  | 1930  |
| ------ | ------ | ------ | ----- | ----- | ----- |
| 14 820 | 10 384 | 12 455 | 7 508 | 4 959 | 3 771 |

| 1940  | 1950  | 1960  | 1970  | 1980  | 1990  |
| ----- | ----- | ----- | ----- | ----- | ----- |
| 4 774 | 4 081 | 4 008 | 4 314 | 3 879 | 2 629 |

| 2000  | 2010  | - | - | - | - |
| ----- | ----- | - | - | - | - |
| 2 821 | 2 602 | - | - | - | - |

## Personnalités
- Thomas Harris MacDonald (1881-1957), ingénieur civil et homme politique, est né à Leadville.